# Agelastes
Agelastes je mali rod ptica iz porodice biserki koje su rasprostranjene u vlažnim, suptropskim šumama središnje i zapadne Afrike. 

## Vrste
Sastoji se od dvije vrste:
- Crvenoglava biserka - Agelastes meleagrides
- Crna biserka - Agelastes niger